# Josef Eichberger senior
Josef Eichberger (26. November 1801 in Zbiroh, Böhmen – 5. März 1862 in Bremen) war ein deutscher Opernsänger (Sopran, Bass, Tenor) und Opernregisseur sowie Theaterintendant und Gesangspädagoge.

## Leben
Nachdem Eichberger, der ursprünglich Philosophie in Prag zu studieren begonnen hatte, dann aber seiner Stimme wegen ein Gesangsstudium absolviert hatte, fand er Verwendung als Kirchensänger und trat mit 19 Jahren als Chorist in das Prager Landestheater ein. Dort vollzog sich mit seiner Stimme eine eigentümliche Wandlung. Zuvor Sopran mutierte seine Stimme plötzlich zum Bass und nur mit ausdauernder Anstrengung erhielt er eine hohe, kraftvolle Tenorstimme.
Nachdem er kurze Zeit in Prag im Chor und in kleineren Opernpartien (Debüt: 17. September 1823 als „Don Octavio“) gesungen hatte, ging er nach Wien und erhielt dort auch größere Rollen.
Von dort wechselte er ans Pester Theater unter der Intendanz Anton Babnigg, der ihn auch weiter ausbildete, sang 1825 bis 1826 in Ofen und nahm hierauf von 1826 bis 1829 am k.k. Hoftheater an dem Kärntner Thor in Wien unter Louis Duport Engagement.
Danach folgten Stationen in Kassel (1829), wo er Schauspielunterricht nahm, Köln (1831–1832) und Aachen. Zu dieser Zeit hatte er bereits einen guten Ruf als Tenorist in heroischen und zum Teil auch in sentimentalen Partien. Von Paris, wo er mit der Deutschen Oper gastierte und erfolgreich neben Wilhelmine Schröder-Devrient auftrat, zurückgekehrt, erhielt er einen Antrag von Florian Ringelhart nach Leipzig. Dort wirkte er bis 1835. In diesem Jahr ging er an die Hofbühne Berlin für Spontinische Partien. 
Durch Eduard Mantius wachsende Bedeutung mehr und mehr verdrängt, vertauschte Eichberger Berlin mit Mainz, gastierte 1841 in London, trat von 1842 bis 1843 in Bamberg und Meiningen auf und übernahm im folgenden Jahr die Direktion der Bühne erstgenannter Stadt. Von 1844 bis 1847 war er in Königsberg und ging dann nach Riga.
In Riga beendete er auch seine Bühnenkarriere im September 1848 anlässlich seines 25-jährigen Jubiläums und trat nur noch ab und zu in Konzerten auf, betätigte sich aber weiter als Gesangspädagoge bis 1852 in Riga, dann in Königsberg, Tilsit und Danzig. Schließlich zog er sich nach Bremen zurück, wo er auch 1862 verstarb.
Aus seinem Repertoire sind zu nennen: „Licinius“, „Diavolo“, „Nadori“, „Hüon“, „Masaniello“, „Joh. von Paris“, „Othello“, „Cortez“, „Max“, „Almaviva“, „Robert“, „Adolar“, „Zampa“, „Murney“ und „Cleomenes“.
Seine Kinder waren die Opernsänger Wilhelm Eichberger, Josef Eichberger junior und Livia Eichberger (1837–1931), die mit dem Theaterschauspieler Cäsar Galster verheiratet war. Sein Enkel Max Eichberger, der Sohn Wilhelms, war ebenfalls Opernsänger.